# Kongeriget Frankrig
Kongeriget Frankrig (fransk: Royaume de France) var et middelalderligt og tidligt moderne monarki i Vesteuropa fra 987 til 1792, og forgængeren for den moderne Franske Republik. Det var på sin tid en af Europas mest magtfulde stater, og en stormagt siden senmiddelalderen og Hundredeårskrigen. Det var også en tidlig kolonimagt med kolonier over hele kloden.
Frankrig  begyndte som kongeriget Vestfranken (latin: Francia Occidentalis), den vestre halvdel af Det Carolingske Rige, efter Traktaten i Verdun (843). En gren af det carolingske dynasti fortsatte at herske indtil til 987, da Hugo Capet blev valgt til konge og grundlagde Huset Capet.  Capetingerne, de mandlige efterkommere af Hugo Capet, regerede Frankrig uden afbrydelser fra 987 til 1792 og igen fra 1814 til 1848. De var direkte efterkommere af de Robertianske konger. Huset Capets sidelinjer, der regerede efter 1328, har imidlertid fået generelt de specifikke navne Valois og Bourbon .
Landet var kendt som Francia og kejseren som rex Francorum («Frankernes konge») indtil højmiddelalderen. Den første konge som kaldte sig selv roi de France («Kongen af Frankrig) var Filip 2. August af Frankrig, i 1190. Frankrige fortsatte at være styret af en Capets kadetlinjer, Huset Valois og Huset Bourbon, indtil til monarkiet blev kastet i 1792 i Den Franske Revolution.
Frankrig i middelalderen var en decentraliseret feudalstat. I hertugdømmet Bretagne og Fyrstendømmet Catalonien var kongens magt knapt mærket. Hertugdømmet Lorraine og kongeriget Provence var tysk-romerske stater og ikke en del av Frankrig endnu. Oprindelig blev de vestfrankiske konger valgt af de sekulære og gejstlige stormænd,  men den sædvanlige e  kroning af kongens ældste søn inledte et system med mandlig Førstefødselsret, som blev nedskrevet i den saliske lov. I senmiddelalderen gjorde de engelske konger krav på den franske trone, som førte til en række konflikter kendt som Hundredeårskrigen (1337–1453). Efter krigen forsøgte Frankrig at etablere tilstedeværelse i Italien, men blev besejret af det spanske rige i de efterfølgende italienske krige (1494–1559).
Tidlig moderne Frankrig blev stadig mer centraliseret, fransk begyndte at fordrive andre sprog fra officielt brug, og monarken udvidede sin absolutte magt – dog i et administrativt system (kendt som Ancien Régime) gjort kompliceret af historiske og regionale uligheder i beskatning, og lovlige, juridiske og gejstlige opdelinger, samt lokale særlige rettigheder. Religiøst blev Frankrige delt mellem den katolske majoritet og det protestantiske minoritet huguenotter. Efter en række borgerkrige blev huguenotterne tolereret gennem Nantes-ediktet.
Frankrig gjorde også krav på store områder i Nord-Amerika, kendt under navnet Ny Frankrig. Krige med Kongeriget Storbritannien førte til store landafståelser som gjorde at Frankrige mistede hovedparten af sine amerikanske landområder inden 1763. Frankrig bidrog i den Amerikanske uafhængighedskrig til at sikre koloniernes uafhængighed. 
Frankrig blev et konstitutionelt monarki i 1791, men kongedømmet blev afviklet et år senere og erstattet af den Første franske republik. Restaurationen i Frankrig af en koalition af monarkiske stormagte i 1814 førte til genintroduktionen af Huset Bourbon, og varede (med undtagelse af De hundrede dage i 1815) indtil den franske revolution i 1848.

## Politisk historie

### Kongeriget Vestfranken
I de senere år af Karl den stores regeringstid begyndte vikingerne at gøre fremskridt langs de nordre og vestlige grænser til Frankerriget. 
Efter Karl den stores død i 814 var hans arvtagere ikke i stand til at vedligeholde et politisk sammenhold og riget begyndte at at gå i opløsning. Traktaten i Verdun i 843 delte Det Carolingske Rige mellem Ludvig den Frommes sønner. Karl den Skaldede fik kongeriget Vestfranken.
Vikingernes fremstød gik uhindret hen og deres frygtede vikingeskibe sejlede op ad floderne Loire og Seinen og andre floder og vandveje indenlands og bragte frygt og ødelæggelse. Under Karl den Enfoldiges regeringstid bosatte normannere under Rollo fra Norge langs Seinen neden strøms fra Paris, som senere ville blive Normandiet.

### Højmiddelalderen
Karolingerne skulle dele skæbne med sine forgængere: efter en midlertidig magtkamp mellem de to dynastier, tiltrædelsen til Hugo Capet i 987, hertug af Frankrige og Greve af Paris, etablerede Huset Capet på den franske trone. Med sine aflæggere, husene Valois og Bourbon, ville huset herske Frankrig for mere end 800 år.
Den gamle orden etterlod det nye dynasti med kontrol over lidt udenom midt-Seinen og tilstødende territorier, mens mægtige regionale herrer, som hertugerne af Blois i det 10- og 11. århundrede, akkumulerede store domæner for sig selv gennem ægteskab og gennem private ordninger med adelsmænd for beskyttelse og støtte.
Området rundt om den nedre del af Seinen blev en kilde til bekymring da Vilhelm Erobreren tog kontrol over kongeriget England gennem normannernes erobring af England i 1066, og gjorde sig og sine arvtagere kongeværdig udenfor Frankrig (hvor han fortsat teknisk set var underlagt den franske krone). 
Henrik 2. af England arvede hertugdømmet Normandiet og og giftede sig med Frankrigs nylig skilte eks-dronning Eleonora af Aquitanien, som regerede over en stor del af Sydvestfrankrig, i 1152. Efter at have slået et oprør i 1173–1174 ledet af Eleonore og tre af deres fire sønner, fik Henrik Eleonore fængslet, gjorde hertugen af Bretagne til sin vasal, og styrede dermed i praksis Vestfrankrig med større magt end den franske trone selv. Efter uoverensstemmelser mellem Henriks arvinger over hvordan opdelingen af hans franske territorier skulle være, samt med Filip II Augusts fejde med Johan uden Land, fik Filip II genoprettet indflydelsen over hovedparten af dette territorie. Efter den franske sejr i slaget ved Bouvines i 1214 havde de engelske monarker kun kontrol over det sydvestlige Aquitaine.